# Časnici masonske lože
U slobodnom zidarstvu, svaka loža bira ili imenuje časnike kako bi obavljali ključne dužnosti potrebne za njezino djelovanje. Precizni popisi tih dužnosti mogu varirati između različitih nadležnosti velikih loža, iako postoje određeni zajednički elementi, a neki su uobičajeni u većini nadležnosti.
Sve lože unutar određene države ili pokrajine okupljene su pod nadležnošću velike lože, koja ima suverenitet unutar svoje nadležnosti. Većina časničkih dužnosti u loži ima ekvivalentne pozicije na razini velike lože, s dodatkom naslova "veliki". Na primjer, loža ima časnika nazvanog "rizničar", dok velika loža ima "veliki rizničar". Neke dužnosti postoje isključivo na razini velike lože i navedeni su na kraju ovog članka.
Postoje opća pravila koja vrijede u svim nadležnostima velikih loža slobodnog zidarstva. Struktura progresivnih dužnosti je gotovo univerzalna, pri čemu časnici lože obično provode jednu do dvije godine na svakoj dužnosti, napredujući kroz hijerarhiju časnika dok ne budu izabrani za starješinu. Osim toga, postoje dužnosti koje se ne smatraju dijelom ovog puta progresije i koje često obnašaju isti braća kroz dulji period, ili su rezervirane za bivše starješine.

## Dodjeljivanje dužnosti
Proces imenovanja časnika unutar loža, duboko ukorijenjen u stoljetnim tradicijama, može se značajno razlikovati od jedne do druge nadležnosti diljem svijeta. Iako postoje različite prakse, najčešći pristup podrazumijeva odabir i izbor časnika na temelju zasluga, iskustva i doprinosa loži. U nekim ložama, međutim, primjenjuje se progresivni put imenovanja, gdje časnici automatski napreduju kroz hijerarhiju prema unaprijed određenom redoslijedu, omogućujući svakom časniku da obnaša više funkcija prije nego što dosegne najvišu dužnosti.

### Odabir na temelju zasluga
Loža obično se sastoji od posvećene skupine časnika koji su odgovorni za nesmetano funkcioniranje i upravljanje ložom. Najviši časnik, poznat kao starješina (ekvivalent predsjedniku udruge), igra ključnu ulogu u toj strukturi. U ložama koje primjenjuju sustav imenovanja temeljen na zaslugama, članovi izražavaju svoje preferencije za pozicije koje bi željeli preuzeti u nadolazećoj godini. Starješina tada razmatra te prijedloge, procjenjujući svakog kandidata na temelju njegove predanosti, znanja, iskustva i dosadašnjih doprinosa loži.
Uz starješinu, ostali časnici lože često uključuju starijeg i mlađeg nadzornika, rizničara, tajnika, starijeg i mlađeg đakona, te druge dužnosti koje variraju ovisno o organizacijskoj strukturi lože. Ovi časnici međusobno surađuju kako bi osigurali glatko odvijanje rituala i aktivnosti lože te održavanje reda unutar same lože.

#### Demokratski izbori
Osim imenovanih pozicija, lože često imaju i izbore gdje članovi imaju priliku birati svoje vođe putem demokratskog procesa. Svaki kvalificirani član koji želi biti kandidat na izborima za bilo koju dužnost mora obavijestiti tajnika lože o svojoj namjeri. Ove su pozicije izuzetno važne jer igraju ključnu ulogu u vođenju lože i izvršavanju njenih rituala.
Izbor časnika jedan je od najvažnijih događaja u slobodnozidarskoj godini. Tijekom izborne večeri imena kandidata se službeno objavljuju, a prisutni članovi lože sudjeluju u tajnom glasovanju. Pri ocjenjivanju kandidata uzimaju se u obzir njihovi dosadašnji doprinosi loži, poznavanje slobodnozidarskih načela te sposobnost vođenja i podržavanja članova. Kandidat koji dobije najveći broj glasova na pojedinom mjestu preuzima odgovornost za tu dužnost.

#### Zasluge i demokracija u imenovanju časnika
Kombinacija imenovanja temeljenih na zaslugama i demokratskih izbora stvara sustav koji prepoznaje i nagrađuje časnike s dokazanim predanostima i sposobnostima. Ovakav pristup osigurava da vodstvo lože bude kompetentno, sposobno i u skladu s potrebama i željama svih članova, čime se održava ravnoteža između stručnosti i zajedničke volje članova lože.

### Progresivni put
Progresivni put odnosi se na slijed dužnosti unutar lože koji obično završava pozicijom starješine. U idealnom scenariju, majstor započinje s najnižom dužnosti i svake godine napreduje na višu dužnosti, prolazeći kroz redom raspoređene dužnosti. Iako se točan sastav progresivnih časnika može razlikovati ovisno o jurisdikciji, uobičajeni redoslijed uključuje pozicije poput mlađeg đakona, starijeg đakona, mlađeg nadzornika, starijeg nadzornika te starješine.
Međutim, nije svaka loža vezana uz ovu praksu, a progresivni put časnika uglavnom je prisutan u Sjedinjenim Američkim Državama. Ova tradicija ponekad se suočava s kritikama jer može dovesti do automatskog promicanja časnika, što stvara očekivanje napredovanja, potencijalno smanjujući važnost drugih dužnosti koje ne pripadaju toj hijerarhiji, a koje su također ključne za rad lože.

## Zajednički časnici u svim ložama
Glavni časnici lože čine jezgru njezinog vodstva, odgovorni za obavljanje ključnih dužnosti i osiguravanje pravilnog djelovanja lože u skladu s slobodnozidarskim pravilima i tradicijama. To su:

### Starješina
Starješina ili majstor stola (engl. Worshipful Master; fran. vénérable maître; njem. Meister vom Stuhl) je najviši dužnosnik lože. On sjedi na istoku lože, predsjedava svim poslovima lože i ima značajne ovlasti, često bez potrebe za daljnjim konzultacijama s članovima. On također predvodi rituale i ceremonije.
Dužnost starješine predstavlja najvišu čast koju loža može dodijeliti bilo kojem svom članu. Ova se pozicija obnavlja svake godine. Kriteriji za izbor starješine variraju među nadležnostima, no u većini je slučajeva uvjet da kandidat prethodno obnaša dužnost nadzornika. U praksi, lože obično nominiraju i biraju starijeg nadzornika iz prethodne godine na izborima bez protukandidata.
Po završetku svog mandata, starješina postaje "bivši starješina" (engl. Past Master). Dužnosti i privilegije bivših starješine variraju od lože do lože i od nadležnosti do nadležnosti. Na primjer, u nekim nadležnostima bivši starješina postaju doživotni članovi velike lože, dok u drugima nemaju taj status. U većini nadležnosti, bivši starješina zadržava titulu "uvaženi" ili "časni" (Worshipful), iako se u nekim sredinama ta titula koristi isključivo za aktualne starješine.
Ekvivalentna dužnost na razini velike lože je veliki majstor. Veliki majstor predsjedava nad velikom ložom i ima određene ovlasti nad svim ložama unutar svoje nadležnosti.

### Stariji nadzornik
Stariji nadzornik (engl. Senior Warden) ili prvi nadzornik (First Warden; fran. Premier surveillant) drugi je po važnosti među tri glavna časnika lože i prvi je zamjenik starješine. U nekim nadležnostima, ako je starješina odsutan, Stariji nadzornik preuzima ulogu "vršitelja dužnosti" i može voditi sastanke te donositi odluke u ime starješine u vezi s poslovanjem lože. U drugim nadležnostima, samo bivše starješine mogu predsjedavati kao "vršitelji dužnosti", što znači da Stariji nadzornik ne može obnašati tu dužnosti osim ako nije i sam bivši starješina.
U mnogim ložama postoji očekivanje da će stariji nadzornik postati sljedeći starješina, a ova pozicija često se smatra ključnom pripremom za buduće vođenje lože. U nekim nadležnostima, položaj starijeg nadzornika je izborna funkcija, dok ga u drugima imenuje starješina.

### Mlađi nadzornik
Mlađi nadzornik (engl. Junior Warden), također poznat kao drugi nadzornik (Second Warden; fran. Second surveillant), posljednji je od tri glavna časnika lože. Mlađi nadzornik odgovoran je za nadzor nad ložom kada je "pod stankom" – tijekom pauza za obrok ili drugih društvenih aktivnosti. U nekim nadležnostima, mlađi nadzornik ima posebnu dužnost osigurati da posjetitelji lože posjeduju odgovarajuće vjerodajnice, dok je u drugima ta odgovornost povjerena Tyleru. U pojedinim nadležnostima, mlađi nadzornik može predsjedavati sastancima ako su i starješina i stariji nadzornik odsutni.
Ovisno o nadležnosti, pozicija mlađeg nadzornika može biti izborna ili ju imenuje starješina. Nadzornici, uključujući mlađeg i starijeg nadzornika, smatraju se "regularnim časnicima" lože, što znači da te dužnosti uvijek moraju biti popunjene.

### Tajnik
Tajnik (engl. Secretary ili Scribe) je časnik lože čije službene dužnosti uključuju izdavanje službenih poziva za sastanke lože, u kojima se navode vrijeme, datum i dnevni red nadolazećih sastanaka, bilježenje zapisnika sa sastanaka, pripremu i slanje statističkih izvješća velikoj loži, kao i savjetovanje starješine o proceduralnim pitanjima. Pojedini statuti loža često proširuju ove odgovornosti, primjerice, uključujući rad tajnika u određenim odborima. Iako bilo koji član može obnašati dužnost tajnika, često je to iskusni bivši starješina. Nije rijetkost da tajnik ostane na toj dužnosti dugi niz godina, pa čak i desetljećima. U nekim nadležnostima tajnik se bira putem glasovanja, dok ga u drugima imenuje starješina.
Neke nadležnosti dopuštaju spajanje ureda tajnika i rizničara u jednu funkciju, poznatu kao "tajnik-rizničar" (Secretary/Treasurer), čime se omogućuje loži da nastavi s radom uz manji broj časnika. Tajnik-rizničar preuzima odgovornosti oba ureda, a obično nosi medaljon tajnika.
Inače, ova dužnost van slobodnog zidarstva slična je tajniku, osobi koja obavlja upravne (administrativne) poslove u nekoj pravnoj osobi ili obnaša višu državnu dužnost.

### Rizničar
Rizničar ili blagajnik (engl. Treasurer) je časnik lože čije službene dužnosti vođenje prihoda i rashoda, prikupljanje godišnjih članarina od članova, plaćanje računa i prosljeđivanje godišnjih članarina velikoj loži.
Godišnje izvješće o prihodima i rashoda važna je mjera kontinuirane održivosti lože, dok je učinkovito prikupljanje godišnjih članarina od vitalne važnosti, budući da svaki propust u plaćanju (namjeran ili nenamjeran) može dovesti do toga da član izgubi pravo glasa, uskraćujući mu priliku da posjećivati druge lože, i na kraju čak biti isključen ili udaljen iz vlastite lože. U nekim nadležnostima rizničar se bira putem glasovanja, dok ga u drugima imenuje starješina.
Uobičajeno je da rizničar bude iskusan bivši starješina, ali to nije obavezno.

### Stjuardi
Stjuardi (engl. Stewards) u ložama obavljaju brojne uloge kao pomoćnici, a njihove dužnosti mogu se značajno razlikovati čak i unutar iste nadležnosti. Neke od njihovih uobičajenih odgovornosti uključuju sljedeće:
- stjuardi često preuzimaju ulogu zamjene za starijeg ili mlađeg đakona u njihovoj odsutnosti.
- tijekom ceremonija dodjele stupnjeva, jedan ili više stjuarda mogu pomagati đakonima u vođenju kandidata kroz ritualne dijelove hramovnih ceremonija.
- tradicionalna dužnost stjuarda u mnogim nadležnostima uključuje posluživanje vina ili drugih pića nakon sastanaka, kao i organizaciju i nadzor nad cateringom i osvježenjima.

U nekim nadležnostima svaka loža ima dva stjuarda, poznata kao "stariji stjuard" i "mlađi stjuard", dok u drugima starješina može imenovati bilo koji broj stjuarda, ovisno o veličini i potrebama lože, što ovu dužnost čini prilagodljivim.
Iako se dužnost stjuarda obično dodjeljuje novijim članovima, u nekim ložama postoji tradicija da bivši starješina nadgleda rad stjuarda. Ova dužnost također može biti dodijeljena članovima koji preuzimaju specifične zadatke ili može poslužiti kao korak u rotaciji časničkih dužnosti unutar lože.
Ekvivalentna dužnost na razini velike lože su veliki stjuardi.

## Časnici u nekim ložama
U različitim nadležnostima postoje mnogi časnici koji nisu univerzalno prisutni, a njihova uloga može varirati. U nekim nadležnostima ti časnici slijede progresivni put, dok u drugima nemaju unaprijed određenu hijerarhiju napredovanja. Najčešće dužnosti koje se mogu pronaći u više nadležnosti uključuju:

### Đakoni
Đakoni (engl. Deacons), negdje i razvodnici, niži su časnici u loži, a većina nadležnosti ima dva đakona: starijeg i mlađeg đakona (Senior Deacon / Junior Deacon), ponekad se koriste nazivi prvi i drugi đakon (First Deacon / Second Deacon).
Primarna uloga starijeg đakona uključuje vođenje kandidata kroz prostor lože i zastupanje njihovih interesa tijekom određenih ceremonija. Također pomaže starješini kada je potrebno i prenosi njegove naredbe starijem nadzorniku.
Dužnosti mlađeg đakona u mnogim su aspektima slične onima starijeg đakona, uključujući asistenciju starijem nadzorniku i prijenos poruka mlađem nadzorniku. U nekim nadležnostima mlađi đakon također nadzire unutarnja vrata lože, osiguravajući da je loža "pokrivena" – odnosno zaštićena od neovlaštenih osoba. U drugim nadležnostima ova je odgovornost povjerena časnicima poput unutarnjeg stražar.
U sustavima kontinentalnog slobodnog zidarstva, đakoni su ponekad odsutni; njihove dužnosti često preuzimaju unutarnji stražar i nadzornici, kao što je slučaj u Britanskoj federaciji "Le Droit Humain".
Medaljon đakona u mnogim nadležnostima prikazuje simbol poput goluba ili Merkura, krilatog glasnika, koji simbolizira njihovu odgovornost za prijenos poruka unutar lože.
Inače, van slobodnog zidarstva, đakon je osoba prvog od tri stupnja svetog reda.

### Dvernik
Dvernik (engl. Tyler ili Tiler) često se naziva i "vanjski čuvar" lože. Njegova je glavna dužnost čuvanje vrata lože s vanjske strane, obično s isukanim mačem, kako bi osigurao da samo propisno kvalificirani članovi mogu ući na sastanak lože. U nekim nadležnostima dvernik također priprema kandidate za njihov prijem u ložu.
Osim toga, dvernik je tradicionalno zadužen za pripremu prostorije za sastanak, što uključuje postavljanje potrebne opreme i osiguravanje da su svi elementi na svom mjestu. Nakon sastanka, odgovoran je za pohranjivanje i održavanje regalija lože.
U pojedinim nadležnostima, dužnosti dvernika obnaša bivši starješina, dok je u drugim slučajevima ta uloga povjerena članu iz druge lože ili čak zaposlenom članu koji se bavi čuvanjem lože na profesionalnoj osnovi.

### Unutarnji stražar
Unutarnji stražar ili unutarnji čuvar (engl. Inner Guard ili Inner Sentinel) je obvezan u britanskim ložama i čest u australskim i novozelandskim ložama, ali je rijedak u američkim ložama. Ova dužnost obično se povjerava mlađem članu, što mu pruža priliku da se upozna s članovima lože i promatra te uči ceremonije. Smatra se prvim u progresivnom putu dužnosti koje vode prema pozicijama viših časnika.
Unutarnji stražar dijeli zadatak čuvanja vrata s dvernikom, stojeći s unutarnje strane ulaza. U nekim nadležnostima unutarnji stražar nosi poignard ili kratki bodež kao simbol svoje dužnosti. U nadležnostima koje nemaju ovu dužnost, a čak i u nekima koje je imaju, ove dužnosti može preuzeti mlađi đakon.

### Kapelan
Kapelan (engl. Chaplain) je časnik čija je glavna dužnost predvođenje molitvi prije i poslije sastanaka lože te molitva za vrijeme večere. U mnogim ložama ovu poziciju zauzima svećenik – zaređeni svećenik, pastor, rabin, imam ili drugi vjerski službenik – koji je također član lože. Međutim, kapelan ne mora biti svećenik jer su molitve u loži obično nekonfesionalne i prilagođene različitim vjerskim uvjerenjima.
U nekim ložama postoji tradicija da bivši starješina obnaša ulogu kapelana, naglašavajući važnost iskustva i dostojanstva koje ova dužnost nosi.
Inače, van slobodnog zidarstva, kapelan je mladi kršćanski svećenik koji pomaže župniku.

### Ceremonijalni majstor
Ceremonijalni majstor, odnosno ravnatelj ceremonije, obrednik ili voditelj rituala (engl. Master of Ceremonies,  Director of Ceremonies, Ritualist ili Ritual Director) je časnik zadužen za glatko odvijanje ceremonija i rituala, kao i za organizaciju proba. Također može podsjećati druge časnike na njihove obaveze i uloge u obredu ako zaborave svoje dijelove. U pojedinim nadležnostima, ovaj časnik nadzire proces instalacije novog starješine, formira povorke i predstavlja posjetitelje, osim u nadležnostima koje za te uloge imenuju zasebnog maršala.
Dužnosti starijeg i mlađeg obrednika prisutni su u nekim nadležnostima. Njihova glavna odgovornost je priprema kandidata prije svake od tri ceremonije dodjele stupnjeva te vođenje kandidata kroz obred. Također pomažu u održavanju reda tijekom posebnih situacija prema uputama starješine. U nekim nadležnostima, obrednici su odgovorni i za odgovaranje na dojave ili pozive iz pripremne prostorije, sobe za ispitivanje ili od ulaznih vrata, osiguravajući pravilan tijek ceremonija i sigurnost u prostorijama lože.

### Maršal
Maršal (engl. Marshal) je časnik prilično uobičajen u Sjedinjenim Američkim Državama, ali je rijedak u drugim zemljama. U nekim nadležnostima, naziv maršal koristi se kao alternativa tituli ceremonijalnog majstora.
Međutim, u drugim nadležnostima, maršal ima jedinstvene dužnosti koje se razlikuju od uloga ceremonijalnog majstora. Ovdje je maršal odgovoran za organizaciju procesija te osiguravanje pravilnog protokola i najava u službenim ceremonijama, uključujući uvođenje posjetitelja u ložu. U tim nadležnostima, maršalova uloga više je usmjerena na ceremonijalne formalnosti, dok je ceremonijalni majstor usmjeren na vođenje rituala i ceremonija dodjele stupnjeva.
U mnogim američkim nadležnostima maršal također nadgleda ceremonije zastave, uključujući postavljanje zastave, vođenje prisege na vjernost i spuštanje zastave. Ako loža koristi zastave drugih zemalja uz američku zastavu na posebnim sastancima ili događajima, maršal je odgovoran za delegiranje drugog člana za ceremoniju te zastave, u skladu s odgovarajućim protokolom.
Inače, van slobodnog zidarstva, maršal je jedan od najviših vojnih činova u nekim državama.

### Majstor za domjenke
Majstor za domjenke (engl. Master of Banquets) je dužnost unutar nekih loža, odgovorna za organizaciju i nadzor obroka (ručaka ili večera) pod nadzorom mlađeg nadzornika. Njegova uloga uključuje koordinaciju pripreme hrane, nabavu namirnica za okupljanja lože, suradnju s pripravnicima te nadzor financijskih aspekata vezanih uz obroke. Uz operativne dužnosti, majstor za domjenke ima i simboličku ulogu; njegova odora često sadrži simbole slobodnog zidarstva poput kompasa i nara, koji simboliziraju preciznost, obilje i bratstvo.
Majstor za domjenke blisko surađuje s mlađim nadzornikom, nadzire rad starijeg i mlađeg stjuarda te daje upute pripravnicima za postavljanje stolova i pripremu ceremonijalnog okruženja u skladu s tradicijama lože.

### Skrbnik
Skrbnik (engl. Almoner) je zadužen za dobrobit članova lože i njihovih obitelji. Održava redovan kontakt s članovima koji su bolesni ili nesposobni dolaziti na sastanke, te diskretno prati potrebe udovica bivših članova kako bi loža mogla pružiti pomoć ako se nađu u specifičnoj potrebi.
Skrbnik mora biti dobro upućen u djelovanje lokalnih i nacionalnih slobodnozidarskih dobrotvornih organizacija te u opseg njihovih usluga, kako bi mogao pružiti korisne informacije i savjete članovima i njihovim obiteljima koji bi se mogli kvalificirati za ovu potporu.
U nekim nadležnostima, ove odgovornosti preuzima posebno povjerenstvo sličnog naziva, koji zajednički djeluje u pružanju potpore i održavanju kontakta s članovima.

### Orguljaš
Orguljaš, osnosno glazbeni ravnatelj ili majstor harmonije (engl. Organist, Director of Music ili Master of Harmony) je zadužen za glazbenu pratnju tijekom ceremonija i rituala lože, iako se točno izvođenje može razlikovati. Mnoge prostorije loža opremljene su orguljama ili elektroničkim klavijaturama, dok druge nude raznovrsniji izbor instrumenata prema mogućnostima prostora i preferencijama lože. U pojedinim slučajevima, poput Velike lože Austrije, glazbeni ravnatelj upravlja snimljenom ili digitalnom glazbom koja prati ceremonijalne dijelove.

### Govornik
Govornik (engl. Orator) u loži vrlo je poštovana dužnost, često povjerena bivšem starješini ili iskusnom članu. Kao čuvar slobodnozidarskih zakona i tradicije, govornik igra ključnu ulogu u očuvanju vrijednosti i jedinstva lože. Njegove glavne dužnosti uključuju pripremu i održavanje govora na različitim ložinskim događanjima, izražavanje dobrodošlice novim članovima, provođenje istraživanja i osiguravanje harmonije tijekom rasprava i debata. Govornik također brine o održavanju reda, mentorira mlađe članove te utjelovljuje mudrost i integritet lože. Ova pozicija obično je rezervirana za bivše starješine zbog njihove stručnosti i iskustva.
U određenim nadležnostima s jakim naglaskom na slobodnozidarsko istraživanje i obrazovanje, govornik često sudjeluje u predstavljanju istraživačkih radova ili osigurava da drugi članovi lože imaju priliku predstaviti svoje radove. Često održava referate u čast važnih obljetnica ili prekretnica u životu lože.
U europskim nadležnostima kao što su Velika loža Njemačke, Velika loža Austrije, Nacionalna velika loža Francuske, govornik često preuzima ulogu pravnog savjetnika lože, odgovoran za poštivanje statuta lože te djeluje kao tužitelj u disciplinskim postupcima. Njegova pozicija po rangu dolazi odmah iza starješine i njegovog zamjenika, a simbolični medaljon koji nosi obično prikazuje Knjigu zakona.
Ova dužnost vuče korijene iz srednjovjekovnog nasljeđa operativnih klesara, gdje je palir bio stariji član koji je djelovao kao predstavnik radnika i zamjenik gospodara gradilišta, dok je samog gospodara imenovao vlasnik gradilišta.
Izraz "veliki govornik" koristi se za sličnu poziciju unutar strukture velikih loža.

### Nadstojnik radova
Nadstojnik radova (engl. Superintendent of Works) zadužen je za vođenje inventara i odgovoran je za svu materijalnu imovinu lože. Njegova je glavna odgovornost osigurati da prostor lože bude pravilno pripremljen i opremljen prije sastanka te da se svi predmeti i oprema sigurno pospreme i zaključaju nakon završetka sastanka. Nadstojnik radova također može nadgledati održavanje i popravke opreme te surađivati s ostalim časnicima kako bi prostor bio u najboljem stanju za ceremonije i događanja lože.

## Dodatni (manje uobičajeni) časnici
Neke dužnosti postoje samo u specifičnim ložama ili su karakteristične za određene nadležnosti. Koliko je to moguće, sljedeći popis nastoji obuhvatiti sve takve dužnosti koje su ili široko rasprostranjene ili su postale poznate na neki drugi način, poput službi koje obnašaju istaknuti članovi.

### Povjesničar i knjižničar
Većina loža ima starijeg člana s posebnim interesom za povijest lože, a u nekim nadležnostima taj interes može dovesti do imenovanja na službenu dužnost povjesničara lože (engl. Historian). Zadaće ove dužnost uključuju arhiviranje važnih dokumenata i artefakata, kao i objavljivanje i ažuriranje povijesnih zapisa o loži. U određenim nadležnostima također postoji dužnost knjižničara (engl. Librarian), koji je odgovoran za nabavu slobodnozidarske literature za članove, održavanje male knjižnice i omogućavanje posudbe knjiga i časopisa, pružajući članovima pristup znanju i tradicijama slobodnog zidarstva.

### Dobrotvorni stjuard
Sve lože imaju obvezu održavanja odgovarajuće razine dobrotvornih priloga za društveno korisne svrhe. U nekim nadležnostima postoji posebna dužnost dobrotvornog stjuarda (engl. Charity Steward), koji je odgovoran za poticanje članova na velikodušne donacije i vođenje diskusija o prikladnim primateljima dobrotvornih sredstava lože. Dobrotvorni stjuard također koordinira aktivnosti prikupljanja sredstava, osiguravajući da loža dosljedno doprinosi zajednici i pomaže potrebitima u skladu s načelima slobodnog zidarstva.

### Pjesnik laureat
Pjesnik laureat (engl. Charity Steward) je rijetka dužnost koju je prvo ustanovila Loža "Canongate Kilwinning" br. 2 u Edinburghu. Godine 1787. ova loža imenovala je Roberta Burnsa kao svog pjesnika laureata, čime je njegov status ovjekovječen na poznatoj slici umjetnika Stewarta Watsona, čiji se original nalazi u zgradi Velike lože Škotske u Edinburghu. S obzirom na umjetničku slobodu prisutnu na slici, postavlja se pitanje je li Burns zaista prisustvovao sastanku na kojem je imenovan, iako je poznato da je bio član lože.
Godine 1843. David Wardlaw Scott zabilježen je kao pjesnik laureat Lože "Sv. Davida" u Edinburghu. Rob Morris proglašen je 1884. godine kao pjesnik laureat slobodnog zidarstva u New Yorku, čime je ovaj časnički položaj stekao međunarodno priznanje. Godine 1905., čast pjesnika laureata u Loži "Canongate Kilwinning" dodijeljena je Rudyardu Kiplingu, koji je za tu priliku postao počasni član lože.

## Dužnosti na razini samo velike lože
Dužnosti u velikoj loži uglavnom su izvedene iz odgovarajućih pozicija prisutnih u ložama pod njezinim okriljem. Međutim, postoje određene dužnosti koje se moraju popuniti isključivo u velikoj loži, a koje nemaju ekvivalent u ložama. Ove posebne dužnosti navedene su u nastavku.

### Zamjenik velikog majstora
U nekim nadležnostima, zamjenik velikog majstora (engl. Deputy Grand Master) služi kao pomoćnik velikog majstora s ovlastima da djeluje u njegovo ime kada je veliki majstor odsutan ili spriječen.
U Ujedinjenoj velikoj loži Engleske kada je veliki majstor član kraljevske obitelji uobičajeno je da on imenuje pro velikog majstora (Pro Grand Master). Pro veliki majstor (pro na latinskom za ili u ime) ispunjava ulogu velikog majstora kada on nije dostupan zbog svojih kraljevskih dužnosti. Razlikuje se od zamjenika velikog majstora koji djeluje kao zamjenik, a ne kao vršitelj dužnosti velikog majstora. Ova pozicija osigurava kontinuitet u vođenju Velike lože i poštivanje protokola kada veliki majstor mora ispuniti svoje kraljevske dužnosti.

### Veliki predavač
U nekim nadležnostima, veliki majstor imenuje velikog odgojitelja (engl. Grand Educator) ili velikog predavača (engl. Grand Lecturer), koji je odgovoran za promicanje slobodnozidarskog obrazovanja unutar nadležnosti. Ova dužnost uključuje razvoj programa, izradu obrazovnih materijala i pružanje resursa koji produbljuju slobodnozidarsko znanje među članovima. Veliki predavač nadzire rad vijeća za obrazovanje te, uz odobrenje velikog majstora, imenuje časnike na razini pokrajine koji mu pomažu u provođenju obrazovnih inicijativa širom nadležnosti.

### Veliki kancelar
Veliki kancelar (engl. Grand Chancellor) odgovoran je za vanjske odnose velike lože i formalne interakcije s drugim velikim ložama "u prijateljstvu". Ova je pozicija prisutna samo u nekim nadležnostima, dok u većini slučajeva te dužnosti obavlja veliki tajnik.
Ujedinjena velika loža Engleske (UGLE) izmijenila je svoj statut 2007. godine, prvi put omogućivši imenovanje velikog kancelara. Veliki kancelar po rangu kod njih dolazi odmah nakon velikog tajnika, naglašavajući važnost međunarodnih odnosa i diplomacije u radu velike lože.

### Veliki stjuardi
Veliki stjuardi (engl. Grand Stewards) obično su perspektivni mlađi članovi na razini velike lože, koji često imaju priliku za ubrzano napredovanje u više časničke pozicije. U okviru Ujedinjene Velike lože Engleske (UGLE), veliki stjuardi rangirani su kao veliki časnici tijekom svoje godine mandata, a po završetku dužnosti mogu postati članovi lože Velikih stjuarda. Svake godine, 19 loža ima pravo nominirati jednog velikog stjuarda UGLE-a, a svi veliki stjuardi nose prepoznatljive crvene pregače, što njihove lože čini poznatima kao lože crvenih pregača (Red Apron lodges).
Obično ove lože nominiraju svog trenutnog starješinu za velikog stjuarda, čime ova funkcija može pripasti mlađim ili starijim članovima, ovisno o sastavu lože. Povijesno gledano, pozicija Velikog upravitelja nosi značajan prestiž i dužnosti koje datiraju još od formiranja Velike lože Engleske, kada su Veliki upravitelji preuzimali značajne financijske obveze. Danas se od velikih stjuarda UGLE-a i dalje očekuje da organiziraju i sufinanciraju veliki festival (Grand Festival), koji se održava svake godine neposredno nakon Godišnje investiture.
Uz velike stjuarde na razini UGLE-a, postoje i veliki stjuardi na razini pokrajinskih i kotarskih velikih loža, gdje obnašaju slične ceremonijalne i organizacijske uloge unutar svojih nadležnosti.

### Veliki bilježnik
U nekim nadležnostima, veliki bilježnik (engl. Grand Registrar) imenovan je kao glavni pravni službenik velike lože, a ovu poziciju obično obnaša kvalificirani odvjetnik ili sudac. Njegove su glavne odgovornosti pružanje pravnih savjeta velikoj loži, tumačenje statuta i osiguravanje da su sve aktivnosti u skladu s slobodnozidarskim pravilima i pravnim normama. U drugim nadležnostima, ove dužnosti obavlja pravni savjetnik lože, no bez formalne titule poput velikog bilježnika.

### Veliki nadstojnik radova
Kada ova dužnostnik postoji, veliki nadzornik radova (engl. Grand Superintendent of Works) djeluje kao službenik velike lože zadužen za nadzor nad zgradom velike lože, uključujući održavanje prostorija. Ova dužnost obično se dodjeljuje kvalificiranom arhitektu ili graditelju, čime se osigurava stručnost u upravljanju objekta. Odgovornost za građenje i održavanje pojedinačnih loža obično je u nadležnosti posebnog povjerenstva, dok veliki nadzornik radova pruža podršku i savjete prema potrebi.

### Veliki nositelj mača
U formalnim procesijama, mnogim velikim majstorima prethodi ceremonijalni mač koji simbolizira čast i autoritet. U tim je prilikama imenovan veliki nositelj mača (engl. Grand Sword Bearer), čija je dužnost nositi i održavati ceremonijalni mač tijekom procesija i svečanih događaja. Ova pozicija, iako ceremonijalna, nosi značajnu simboliku i pridonosi svečanosti slobodnozidarskih obreda.

### Veliki stjegonoša
Mnogi Veliki majstori ili Velike lože imaju službenu zastavu koja se nosi iza velikog majstora tijekom formalnih procesija, simbolizirajući identitet i tradiciju lože. U tim prilikama imenuje se veliki stjegonoša (engl. Grand Standard Bearer ili Grand Banner Bearer), čija je dužnost nošenje i čuvanje zastave tijekom ceremonijalnih događaja. Ova dužnost, iako ceremonijalna, ima važnu simboličku ulogu u naglašavanju zajedništva i kontinuiteta velike lože.

### Veliki sljedbenik
Veliki sljedbenik (engl. Grand Pursuivant) odgovoran je za formalno najavljivanje svih kandidata za službeni prijem u velikoj loži, koristeći njihova imena i slobodnozidarske naslove. Također je zadužen za brigu o medaljonima, regalijama i simboličkim predmetima velike lože, osiguravajući njihovo očuvanje i ispravnu uporabu tijekom ceremonija. Veliki sljedbenik prisustvuje svim sastancima i skupovima velike lože te izvršava dodatne zadatke prema uputama velikog majstora ili predsjedavajućeg, često uključujući koordinaciju protokola i održavanje reda tijekom svečanih događaja.

## Poredak dužnosnika u velikol loži
Unutar nadležnosti Ujedinjene velike lože Engleske (UGLE) red prvenstva slobodnozidarskih časničkih dužnosti slijedi strogu hijerarhiju. Ovaj redoslijed određuje status i ceremonijalni položaj časnika, te izgleda ovako:
1. veliki majstor
2. pro veliki majstor
3. zamjenik velikog majstora
4. pomoćnik velikog majstora
5. metropolitanski veliki majstor
6. pokrajinski i kotarski veliki majstori
7. stariji veliki nadzornik
8. mlađi veliki nadzornik
9. predsjednik Vijeća općih poslova
10. veliki kapelan
11. veliki bilježnik
12. veliki tajnik
13. veliki kancelar
14. predsjednik Masonske dobrotvorne zaklade
15. zamjenik predsjednika Masonske dobrotvorne zaklade
16. predsjednici četiri slobodnozidarske zaklade[b]
17. veliki ravnatelj ceremonije
18. veliki nositelj mača
19. veliki nadstojnik radova
20. veliki inspektori
21. veliki rizničar
22. zamjenik velikog kapelana
23. zamjenik predsjednika Vijeća općih poslova
24. zamjenik velikog bilježnika
25. zamjenik velikog tajnika
26. zamjenik velikog kancelara
27. zamjenik velikog ravnatelja ceremonije
28. zamjenik velikog nositelja mača
29. zamjenik velikog nadstojnika radova
30. veliki govornik
31. stariji veliki đakoni
32. mlađi veliki đakoni
33. pomoćnici velikog kapelana
34. pomoćnici velikog bilježnika
35. pomoćnici velikog tajnika
36. pomoćnici velikog ravnatelja ceremonije
37. pomoćnici velikog nositelja mača
38. pomoćnici velikog nadstojnika radova
39. veliki orguljaš
40. veliki stjegonoša
41. pomoćnici velikog stjegonoše
42. zamjenici velikog orguljaša
43. veliki sljedbenik
44. zamjenici velikog sljedbenika
45. veliki stjuardi
46. veliki dvernik

U redu prvenstva časničkih dužnosti nakon svakog aktualnog časnika dolazi svi bivši časnici koji su obnašali istu dužnosti.